# 2-硝基溴苯
2-硝基溴苯是一种有机化合物，化学式为C6H4BrNO2。它可以在溴苯的硝化反应中生成，但并非主产物。2-硝基苯胺的重氮化-溴化反应以及2-溴苯胺的氧化反应可以以较高产率得到2-硝基溴苯。